# 1864 au Canada
Pour un article plus général, voir Chronologie du Canada.
Cet article traite des événements qui se sont produits durant l'année 1864 au Canada.

## Événements

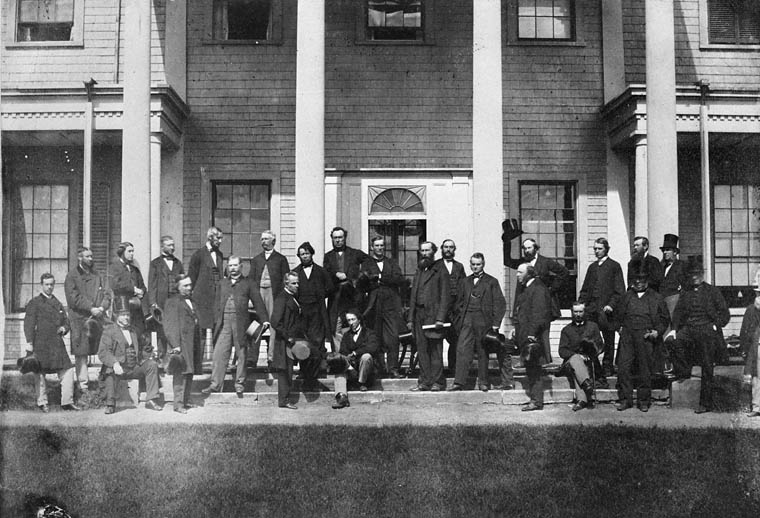
Les politiciens lors de la conférence de Charlottetown

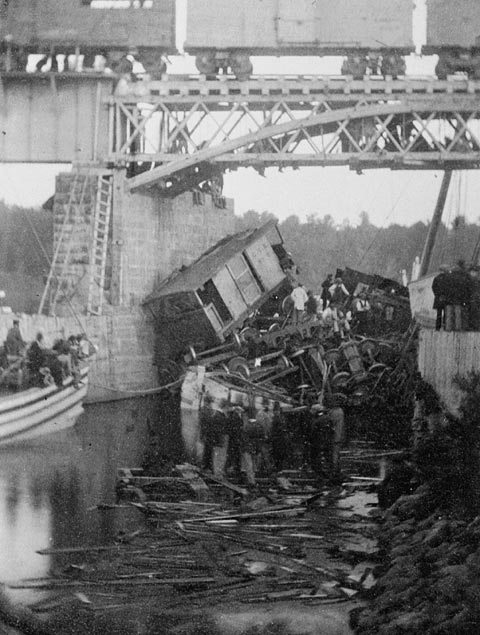
Accident de Belœil (Canada)

- 1er mai : inauguration de l'église anglicane Saint-James the Apostle à Montréal.
- 30 mai : John A. Macdonald avec Étienne-Paschal Taché deviennent premiers ministres de la Province du Canada.
- 29 juin, Canada : Accident ferroviaire de Saint-Hilaire. Dans la nuit à Belœil-Station, au Québec, alors que le pont ferroviaire tournant est ouvert pour laisser passer un convoi de barges, un train chargé d'immigrants allemands est incapable de s'arrêter à temps et percute l'un des bateaux. Les wagons s'empilent les uns sur les autres. Cet accident fait plus de 97 morts. (Le pont ferroviaire, construit en 1848, est un pont tournant dont la rotation permettait le passage des bateaux à vapeur et des barges sur la rivière Richelieu)[1].
- 30 juin : ministère de coalition de John A. Macdonald et George-Étienne Cartier.

- 1er - 9 septembre : Conférence de Charlottetown. Les délégués du Haut et du Bas-Canada exposent, devant les représentants des Provinces Maritimes, les avantages de la fédération.
- Septembre : Anthony Musgrave est nommé gouverneur de Terre-Neuve.
- 10 - 27 octobre : la Conférence de Québec présidée par Sir Étienne-Paschal Taché élabore un plan en 72 propositions, brouillon de l’Acte de l’Amérique du Nord Britannique.
- 10 octobre : inauguration du Collège Saint-Joseph (Acadie) par le père Camille Lefebvre.
- 19 octobre : raid de St. Albans au Vermont. Les sudistes se réfugient au Canada. Le gouvernement refuse de les extrader aux États-Unis.

- 4 novembre : les francophones du Bas-Canada, menés par Antoine-Aimé Dorion, commencent à faire campagne contre la confédération.

- Premier match du Rugby à XV au Canada.
- Fondation à Halifax de la Merchants Bank qui deviendra la Banque royale du Canada.
- Livre de botanique Le verger canadien de Léon Abel Provancher.

## Naissances
- 11 janvier : Henry Marshall Tory, mathématicien.
- 15 février: William Howard Hearst, premier ministre de l'Ontario.
- 27 juillet : Ernest H. Armstrong, premier ministre de la Nouvelle-Écosse.
- 3 octobre : William Robson, homme politique.
- 8 octobre : Ozias Leduc, artiste peintre. (º 16 juin 1955)
- 9 novembre : James Alexander Murray, premier ministre du Nouveau-Brunswick.
- Edmund Horne : prospecteur.
- 17 novembre : Wellington Hay, chef du Parti libéral de l'Ontario.
- 24 novembre : John Wesley Brien, physicien et homme politique.
- 14 décembre : Henry Edgarton Allen, homme politique fédéral provenant du Québec

## Décès
- 26 février : Louis-Hippolyte La Fontaine, premier ministre du Canada-Est.
- 5 avril : Rosalie Cadron-Jetté, religieuse.
- 29 avril : Abraham Gesner, géologue.
- 4 octobre : Jos Montferrand, draveur.